# 高崎かなみ
高崎 かなみ（たかさき かなみ、1997年7月14日 - ）は、日本のグラビアアイドル、女優。神奈川県横須賀市出身。エイジアプロモーション所属。

## 経歴
中学1年生から芸能スクール（バーニングタレント養成所→MIRAI所属）に通い始め、高校生だった2015年3月より「JKガールズ」3期生として、原宿系ファッション誌『CHOKi×CHOKi GiRLS』（内外出版社）専属モデルとなる。しかし2015年12月28日発売の2016年2月号をもって雑誌が休刊。目指す方向性がわからなくなり、ここからを自身の売れなくなった期間と称している。
2018年、マネージャーから水着の仕事を勧められたため『サンケイスポーツ』（産業経済新聞社）創刊55周年を記念した「サンスポGoGoクイーンオーディション」にチャレンジ。グラビアアイドルを目指していたわけではなく、豊満な体型でないことから躊躇し、女子中高生のファンから水着姿をどう見ていいのかわからないとの声を聞き抵抗すらあったが、スレンダー体型が男性から高評価を受け最終審査に進出。
応募時まで高崎哉海であった活動名を、2018年7月から読みやすさを考えひらがなに改名。同年12月に大貫彩香、真島なおみとともに初代サンスポGoGoクイーングランプリに輝いた。
2018年10月、『週刊ヤングマガジン』46号（講談社）の巻末に登場し、雑誌グラビアデビュー。2019年4月19日にファーストDVD『ぼくの初恋』（イーネット・フロンティア）を発売。
2019年には「ミスジェニック2019」オーディションにも挑戦。同年6月2日、ミスジェニック2019初代グランプリに輝きミス2冠を達成。同年12月16日、LINE LIVEと『週刊プレイボーイ』（集英社）が共催した「NIPPONグラドル53人」撮り下ろしソログラビア争奪オーディションで優勝。
2021年7月14日、自身初の写真集『カナミノナカミ』を集英社より発売。同作は同年7月26日付のオリコン週間BOOKランキング・写真集部門で4位にランクインした。
2023年1月に高校生から続いていたロングヘアに飽きたこと、グラビア撮影でもっと体を見せたいという理由からショートカットに髪型を変更。周囲を納得させるため2022年から美容院に行くたびに5センチ短くし、春には10センチ切っており、あまり驚かれなかったという。同インタビューでは年齢を経て肉付きが良くなったことでバストサイズが1カップ上がったことを報告している。同年5月には配信ドキュメンタリー番組『ON⇔OFF』の第1弾として取り上げられた。

## 人物
- 長澤茉里奈からは「尊い美少女」と称号をもらい[20]、自身は「平成最後のエンジェル、令和最初のエンジェル」とふたつ名を付けている[21]。
- 自ら、とんがった耳が特徴と話す[22]。
- 目標とする人物は、女子中高生雑誌モデルから水着グラビアと同じキャリアをたどった新垣結衣[14]。
- 「うゆ」と言う名前の猫（ラグドール）を飼っている。

## 出演

### テレビ
- 東京オーディション（仮）（2018年9月10日、TOKYO MX）
- タモリ倶楽部（2018年6月2日〈1日深夜〉、テレビ朝日）「真夜中の静かなる寝姿の祭典 NEZzz…Oチャンピオンシップ 女子フリースタイル」
- とれたてミスジェニック（2019年7月3日 - 9月24日、TOKYO MX）[23][24]
- つづきはテレビでTV（2020年11月7日・12月12日、読売テレビ）
- ゴッドタン（2021年4月11日・2023年9月3日、テレビ東京）
- F.C.TOKYO CONNECT（2022年1月29日 - 11月12日、TOKYO MX）

### テレビドラマ
- 病室で念仏を唱えないでください 第3話（2020年1月31日、TBS）
- サイレント・ヴォイス 行動心理捜査官・楯岡絵麻 season2 第4話（2020年5月2日、BSテレビ東京） - 白雪三希 役
- いいね!光源氏くん 第5・6話（2020年5月3日・10日、NHK総合） - みゆ 役
- プロミス・シンデレラ 第2話（2021年7月20日、TBS） - ギャル 役
- 正義の天秤 Season2 第1話（2023年5月6日、NHK総合） - 田代真菜 役
- だが、情熱はある 第5話（2023年5月7日、日本テレビ） - まやや 役
- 伝説の頭 翔 第3話（2024年8月2日、テレビ朝日） - 看護師 役[25]
- セクシー田中さん 第2話（2023年10月29日、日本テレビ） - 松原百合 役
- 社畜人ヤブー（2025年4月18日・25日、BS松竹東急） - 熊田勇子 役[26]

### 配信ドラマ
- 新聞記者（2022年1月13日、Netflix） - 亜衣 役
- ヤりたい男と、殺りたい女。（2022年12月28日、BUMP） - アオ 役[27][28][29]
- 地面師たち 第7話（2024年7月25日、Netflix） - コンパニオン 役[30]

### 映画
- 僕は友達が少ない（2014年2月1日、東映） - 同級生 役
- あの日、ぼくらの大脱走 TWILIGHT FILE X（2014年6月14日、MIRAI PICTURES JAPAN）[31]
- 心が君を、探してる。（2014年6月19日、MIRAI PICTURES JAPAN）
- 短編映画「祈りのあとに」（2016年、ふるいちやすし監督） - 主演
- さざ波ラプソディー（2016年8月、MIRAI PICTURES JAPAN）
- とんかつDJアゲ太郎（2020年10月30日、ワーナー・ブラザース映画）
- うみべの女の子（2021年8月20日、スタジオジャム） - うみべの女の子 役

### 舞台
- 何も変わらない今日という日の始まりに（2019年12月18日 - 22日、中野ザ・ポケット）
- 春に思い出す、夏の君はもう遠く（2020年9月9日 - 13日、シアターKASSAI）
- GO TO the MOOOOOON!!!（2023年12月6日 - 10日、中野テアトルBONBON）
- 応天の門（2024年12月4日 - 22日、明治座） - 白梅 役[32]

### ラジオ
- 劇団サンバカーニバル（2020年4月 - 2021年3月、FM FUJI） - 第20期アシスタント
- Ｍラジ Music Treasures（2023年5月26日（25日深夜））、MBSラジオ）※後述の『よゐこ有野のノーギャラジオ』優勝特典として深夜から朝方までの3時間を任された。

### 音声配信
- よゐこ有野のノーギャラジオ（2021年12月6日、Radiotalk）[33]
  - 公開生放送！よゐこ有野のノーギャラジオIN しらこばと水上公園（2023年5月20日、Radiotalk）[34]

### ウェブテレビ
- 高崎かなみのON⇔OFF（2023年4月27日、ポニーキャニオン）※U-NEXT、DMM TVなどで配信、全4回[35]

### CM
- adidas neo アンバサダー（2015年）
- ニベア花王 8×4「ブランドリステージ」篇（2017年2月 - 2018年2月）
- バンダイナムコエンターテインメント「Nintendo Switch版：ドラゴンボール ファイターズ」（2018年9月）

### パチスロ
- ラブ嬢3〜Wご指名はいかがですか？〜（2023年12月、アムテックス）[36]

## 作品

### イメージビデオ
- ぼくの初恋（2019年4月19日、イーネット・フロンティア）[37]

### 音楽配信
- チアわせムービー（2019年9月5日、ポニーキャニオン）- ミスジェニックとして[38]

## 出版

### 写真集
- カナミノナカミ（2021年7月14日、集英社、撮影：佐藤裕之）ISBN 978-4087900446[17][39]
- Blooming Bud（2024年1月25日、トランスワールドジャパン、撮影：小野寺廣信）ISBN 978-4862563781[40][41]

### フォトブック
- Kanami doll（2023年3月10日、トランスワールドジャパン、撮影：小野寺廣信）ISBN 978-4862563651

### デジタル写真集
- 高崎かなみ（2019年6月25日、扶桑社［SPA!デジタル写真集］、撮影：高橋慶佑）[42]
- 透明美少女（2019年7月22日、小学館［スピ/サン グラビアフォトブック］、撮影：井上たろう）[43]
- Swimming the Sky（2019年8月1日、秋田書店［ヤングチャンピオンデジグラ］）
- 美しく、そして大胆に。（2019年12月27日、集英社［週プレ PHOTO BOOK］、撮影：LUCKMAN）[44]
- 野に咲く美少女（2020年2月22日、集英社［週プレ PHOTO BOOK］、撮影：佐藤裕之）[45]
- 脱いで、魅せて。（2020年4月24日、集英社［週プレ PHOTO BOOK］、撮影：唐木貴央）[46]
- 駆け抜けてシンデレラ（2020年5月25日、集英社［週プレ PHOTO BOOK］、撮影：佐藤裕之）[47]
- 彼女だったら…（2020年9月1日、秋田書店［ヤングチャンピオンデジグラ］）
- ひと夏の経験（2020年9月14日、集英社［週プレ PHOTO BOOK］、撮影：小塚毅之）[48]
- 海辺の恋人。（2020年11月2日、双葉社［漫画アクションデジタル写真集］、撮影：佐藤裕之）[49]
- 清純なひと（2021年1月9日、ワン・パブリッシング［BOMBデジタル写真集］、撮影：小塚毅之）[50]
- 掴めない透明BODY（2021年2月5日、扶桑社［SPA!デジタル写真集］、撮影：細居幸次郎）[51]
- 月刊 高崎かなみ 一巻（2021年4月5日、集英社［週プレ PHOTO BOOK］、撮影：佐藤裕之）[52]
- 月刊 高崎かなみ 二巻（2021年5月3日、集英社［週プレ PHOTO BOOK］、撮影：佐藤裕之）
- あの虹を超えて（2021年5月7日、集英社［週プレ PHOTO BOOK］、撮影：LUCKMAN）[53]
- 月刊 高崎かなみ 三巻（2021年6月7日、集英社［週プレ PHOTO BOOK］、撮影：佐藤裕之）[54]
- それは君が望んでいたこと。（2021年10月8日、ワン・パブリッシング［BOMBデジタル写真集］、撮影：根本好伸）[55]
- デートしたい、愛されたい（2021年12月13日、集英社［週プレ PHOTO BOOK］、撮影：前康輔）[56]
- ラブミー！（2022年3月15日、双葉社［漫画アクションデジタル写真集］、撮影：小塚毅之）[57]
- 素敵なこと。（2022年4月8日、ワン・パブリッシング［BOMBデジタル写真集］、撮影：矢西誠二）[58]
- WPB 高崎かなみデジタル写真集〜特装合本版〜（2022年5月9日、集英社［週プレ PHOTO BOOK］、撮影：LUCKMAN、佐藤裕之、唐木貴央、小塚毅之、前康輔）[59]
- 透明感ちょーぜつ最強彼女。（2022年6月3日、双葉社［EX大衆デジタル写真集］、撮影：田村浩章）[60]
- 触れたくなるほど、見つめられて。（2022年6月9日、ワン・パブリッシング［BOMBデジタル写真集］、撮影：小塚毅之）[61]
- hold on（2022年6月20日、東京ニュース通信社［B.L.T.デジタル写真集］）[62]
- Escape（2022年12月20日、光文社［FLASHデジタル写真集］、撮影：塚田亮平）[63]
- 世界で一番美しい（2023年1月7日、ワン・パブリッシング［BOMBデジタル写真集］、撮影：LUCKMAN）[64]
- 明日も明後日も（2023年1月23日、集英社［週プレ PHOTO BOOK］、撮影：前康輔）[65]
- 不思議の国に誘われて（2023年5月9日、ワン・パブリッシング［BOMBデジタル写真集］、撮影：根本好伸）[66]
- かなみの秘密（2023年9月29日、扶桑社［SPA!デジタル写真集］、撮影：井上たろう）[67]
- 惑わせて、大胆に（2023年11月20日、集英社［週プレ PHOTO BOOK］、撮影：竹内裕二）[68]
- 忘れてやらない（2024年1月31日、白夜書房［BUBKAデジタル写真集］、撮影：時永大吾）[69]
- こもれびの天使（2024年3月29日、らんくう［水色エモーションデジタル写真集］）[70]
- 日常と、ぬくもりと。（2024年4月26日、主婦の友社［STRiKE! DIGITAL PHOTOBOOK 053］、撮影：前康輔）
- 愛のすがた（2024年5月9日、ワン・パブリッシング［BOMBデジタル写真集］、撮影：LUCKMAN）[71]
- ”新人バイト”の艶めかしい姿（2024年5月17日、扶桑社［SPA!デジタル写真集］、撮影：鈴木ゴータ）
- 彼女が来たら……（2024年6月1日、白夜書房［BUBKAデジタル写真集］、撮影：たむらとも）
- 魅惑と極限（2024年7月8日、集英社［週プレ PHOTO BOOK］、撮影：YUJI TAKEUCHI）[72]

### ムック
- トキメキ振袖ヘア 成人式ヘアカタログ2016（2015年9月1日、百日草）- 表紙モデル ISBN 978-4938215095
- blt graph. vol.58（2020年8月19日、東京ニュース通信社）ISBN 978-4867011171[73]
- STRiKE! 1回表（2020年10月5日、主婦の友社）- 裏表紙 ISBN 978-4074445011[74]
- みんなのかなみん～すべての頑張る人たちへ～ 高崎かなみカレンダーブック2022.4-2023.3（2022年1月25日、光文社）ISBN 978-4334871727
- グラビアアーカイブス2023（2023年1月27日、玄光社）他モデル：伊織もえ、雪平莉左、東雲うみ、鈴木優香 ISBN 978-4768317167[75]

### トレーディングカード
- 高崎かなみ ファースト・トレーディングカード（2024年6月8日、ヒッツ）[76][77]